# MEANING (バンド)
MEANING（ミーニング）は2004年に結成された激情系ハードコアバンド。メタルやハードコア、パンク・ロックを混合させたカテゴライズが困難な音楽性を持ち、一部楽曲のリフやシャウトを多用するボーカルからニュースクール・ハードコアないしメタルコアの影響も思わせる。2010年より所属レーベルはPIZZA OF DEATH RECORDSに在籍している。

## メンバー
HAYATO
ボーカル / ギター 担当。バンド内では楽曲の作詞も務めている。
MEANINGの活動と並行し、ハードコアパンクバンド・NO EXCUSEのボーカルも務めている。
親の仕事の都合により、小学校の6年間と高校の3年間をアメリカ合衆国で過ごしていた。
YOKKUN
ギター / ボーカル 担当。2005年末に加入。媒体によっては「JUN」と表記されている。
バンド内では曲作りを担当している（脱退前のKAWAGUCHIと分担する形で行っていた）。
Koutarou
ドラムス 担当。2019年4月より加入。
Inomata
ベース / ボーカル 担当。2021年より参加。
本バンドの他にも自身がギター・ボーカルを務めるDr.DOWNERや、インストゥメンタルバンド・PHONO TONESのベーシストとしても活動している。

### 旧メンバー
mami
ベース 担当。2008年12月脱退。
INOMAN
ドラムス 担当。2016年11月23日に行われた主催イベント「SPOOKY ZOO 2016」を以って脱退。
YUICHI
ベース 担当。ELLEGARDENの活動休止後、2009年2月1日のライブより加入。媒体によっては「高田メタル大尉」と表記されていた。
2018年12月11日のライブを以って卒業。以降は同年に活動再開したELLEGARDENの他、MAYKIDZのベーシストとしても音楽活動を継続している。
ニッシー
ドラムス 担当。2016年12月11日に開催された「PIZZA OF DEATH BOX 2016」より加入。2019年3月20日の自主企画ライブを以って脱退。
KAWAGUCHI
ギター 担当。媒体によっては「川口総統閣下」と表記されていた。バンド在籍時はYOKKUNと共同で楽曲制作を担っていた。2021年1月21日のライブを以って脱退。
Masao
ベース 担当。ドラムス担当のKoutarouと共に2019年4月より加入。KAWAGUCHIと同様に2021年1月21日のライブを以って脱退。

### サポートメンバー
高橋宏貴
ドラムス 担当。INOMAN脱退後、同年12月3日に開催された「SKULLSHIT 20th ANNIVERSARY 骸骨祭り」のサポートドラムを担当した。

## 来歴

### 2004年 ～ 2010年
渋谷 DESEOに勤務していたスタッフらが中心となり結成し、2004年6月25日に初ライブを行う。2005年のYOKKUN加入に伴い、トリプル・ギター編成のバンドとなる。結成から数年の間は一部のメンバーが他バンドと掛け持ちしていた関係で充分な活動が叶わない状況にあったが、2007年にシンガポール、マレーシアを巡るツアー「MEANING is ready to FUCK the WORLD TOUR」を敢行したことによりバンド活動が本格的なものとなった。
その後、正式な全国流通音源が未リリースでありながらもフィリピン、インドネシアを巡るツアーの他、「京都大作戦」への出演に加え、Ken Yokoyamaのアリーナ公演「DEAD AT BAY ARENA」のサポート・アクトとして神戸国際展示場や幕張メッセのステージを経験した。そして2010年11月17日、PIZZA OF DEATH RECORDSより1stアルバム『BRAVE NEW WORLD』をリリースした。また、本作は翌年に韓国、マレーシアにおいてもリリースされた。

### 2011年 ～ 2016年
2011年3月5日に1stアルバムのリリースツアーの最終公演が行われたが、開催から6日後の3月11日に東日本大震災が発生した。これを受けMEANINGは（主にボーカルのHAYATOを中心に）震災の復興支援活動に従事し、活動の一環としてチャリティシングル『THE UNBROKEN HEART』をリリースした。2012年9月には東北での開催となった「AIR JAM」への出演を果たした。
同年10月24日に2ndアルバム『Shine Our Jounery』をリリースし、その後は自主企画イベント「SPOOKY ZOO」を始動させた他、COUNTDOWN JAPANやPUNKSPRING、SUMMER SONIC、オズフェストといった大型ロック・フェスティバルへの出演を果たす。また、2014年10月22日には1stミニアルバム『150』をリリースし、同年にはレッドブル主催のバンド・コンテスト「Red Bull Live on the Road」のアンバサダーに就任した。
上記のように音源のリリースやライブ活動を意欲的に行っていたMEANINGだったが、2016年11月23日の「SPOOKY ZOO 2016」を以って結成当初よりドラマーを務めていたINOMANがバンドを離脱した。

### 2017年 ～ 現在
2017年以降も数回のメンバー・チェンジが相次いだが、コロナ禍を受け始動したPIZZA OF DEATH RECORDSのプロジェクト「BECAUSE IT'S 2020」に参加。2020年9月24日に新代田FEVERで録音された無観客ライブの音源がCDリリースされた。2021年にはKAWAGUCHIの脱退に伴い、バンドは結成当初と同じくツイン・ギター編成へと移行した。

## ディスコグラフィー

### オムニバス
| 発売日        | タイトル                                           | 規格品番  | 収録曲                | 備考                   |
| ------------- | -------------------------------------------------- | --------- | --------------------- | ---------------------- |
| 2010年4月21日 | The Very Best of PIZZA OF DEATH II                 | PZCA-48   | 6. Just Another Death | PIZZA OF DEATH RECORDS |
| 2010年6月2日  | VANS COMPILATION LOUD SESSION！！！！ VANS×BANDS 2 | VANS-0002 | 3. WTF                | VANS“OFF THE WALL”     |

## ライブ
アルバム・リリースツアーの他、幾つかの自主企画ライブを行っている。

### PACK THiS AIR
MEANINGの自主企画ライブの一つ。特徴としてはライブハウス以外の場所でも開催されており、過去にはCDショップ（ディスクユニオン・渋谷店）、ボウリング場、スケートパーク、大阪・アメリカ村の三角公園、書店（ヴィレッジヴァンガード・下北沢店）等で本企画を冠したライブが行われている。

#### Pack This Air x Red Bull Live on the Road Truck Stage 2014
2014年、自主企画「PACK THiS AIR」がレッドブル主催のバンドコンテスト「Red Bull Live on the Road」とコラボレーションし、トラックステージによるサーキットイベント「Pack This Air x Red Bull Live on the Road Truck Stage 2014」が開催された。
| 開催日        | 会場                            | 出演者 |
| ------------- | ------------------------------- | --- |
| 2014年7月12日 | 名古屋・中部国際空港 臨時駐車場 | - MEANING - OVER ARM THROW - COUNTRY YARD - F.I.B - SECRET 7 LINE - STOMPIN'BIRD - NAMBA69 - SHANK - RADIOTS - HER NAME IN BLOOD - CRYSTAL LAKE - Reptile - Minority Game - SILHOUETTE FROM THE SKYLIT                                                                                         |
| 2014年7月26日 | 仙台・スポーツランドSUGO        | - MEANING - OVER ARM THROW - COUNTRY YARD - F.I.B - THINK AGAIN - Northern19 - RAZORS EDGE - SECRET 7 LINE - FOUR GET ME A NOTS - NAMBA69 - STOMPIN'BIRD - GOOD4NOTHING - SWIMBRIGHTS - Transparent Blue - SILHOUETTE FROM THE SKYLIT                                                          |
| 2014年8月9日  | 福岡・シーサイドももち海浜公園  | - MEANING - OVER ARM THROW - COUNTRY YARD - F.I.B - SPREAD - SECRET 7 LINE - NAMBA69 - HER NAME IN BLOOD - DRADNATS - ANOTHER STORY OF THE OTHER SIDE - Psycologic A Box - SILHOUETTE FROM THE SKYLIT                                                                                          |
| 2014年8月28日 | 東京・新木場STUDIO COAST        | - Crossfaith - MEANING - SiM - OVER ARM THROW - COUNTRY YARD - F.I.B - We Came As Romans（USA） - While She Sleeps（UK） - TOTALFAT - Northern19 - SECRET 7 LINE - NAMBA69 - 反好旗 - THINK AGAIN - NOSHOW - SHANK - NUMB - CRYSTAL LAKE - RAZORS RDGE - DRADNATS - SILHOUETTE FROM THE SKYLIT |

### SPOOKY ZOO
2012年より始まった自主企画イベントの一つ。2016年まで計5回開催され、いずれも会場は川崎CLUB CITTA'で行われた。
| 開催日         | 会場              | 出演者 |
| -------------- | ----------------- | --- |
| 2012年12月9日  | 川崎・CLUB CITTA' | - MEANING - F.I.B - FORWARD - LiFE - OVER ARM THROW - SAND - THINK AGAIN - UNITED - ねごと - ASPARAGUS                                                                 |
| 2013年11月24日 | 川崎・CLUB CITTA' | - MEANING - CLEAVE - HEY-SMITH - MUGWUMPS - OLEDICKFOGGY - EALITY CRISIS - SHANK - STEP LIGHTLY - THINK AGAIN - VIVISICK                                               |
| 2014年11月24日 | 川崎・CLUB CITTA' | - MEANING - COUNTRY YARD - F.I.B - THE KNOCKERS - CRYSTAL LAKE - Hyper Sound Check（チプルソ＆チンウィル） - THE CHERRY COKE$ - TOTALFAT - 九狼吽 - me-al art - HABANA |
| 2015年11月22日 | 川崎・CLUB CITTA' | - MEANING - G-FREAK FACTORY - My Hair is Bad - NEVER AGAIN - NoGoD - dustbox - SUPER BEAVER - UNLIMITS                                                                 |
| 2016年11月23日 | 川崎・CLUB CITTA' | - MEANING - ENTH - NUMB - OVER ARM THROW - SHADOWS - SiM - SLIGHT SLAPPERS - yonige                                                                                    |